# Shaik Hamad Bin Mohammed Al Sharqi
Shaik Hamad Bin Mohammed Al Sharqi sau Hamad al II-lea (arabă الشيخ حمد بن محمد الشرقي‎, n. 25 mai 1948) este actualul conducător al emiratului Fujairah. A preluat conducerea în 1974 după moartea tatălui său, Mohamad bin Hamad Al Sharqi. Este căsătorit cu Fatima bint Thani Al Maktoum care provine din familia regală din Dubai. Împreună au șase copii: trei băieți și trei fete dintre care Shaikh Mohammed bin Hamad bin Mohammed Al Sharqi, născut în 1986, este urmașul la tron, el fiind și cel mai mare dintre copiii actualului conducător.

## Biografie
S-a născut în Emiratul Fujairah, unde și-a finalizat educația timpurie, apoi a plecat în Marea Britanie în anul 1967 pentru a-și încheia studiile și s-a înscris la English Language Academy, unde a obținut rezultate remarcabile. A continuat apoi studiile la Institutul de Poliție Hinden, pe care le-a finalizat cu succes, urmând să-și continue educația la Colegiul Militar Manas. În anul 1971 s-a întors în țara sa natală pentru a sprijini guvernarea tatălui său și a îndeplinit funcția de prinț moștenitor al emiratului.
După formarea Uniunii, a fost numit ministru al Agriculturii, Apelor și Pescuitului. În anul 1974, tatăl său, șeicul Mohammed bin Hamad bin Abdullah Al Sharqi, a decedat, iar el a devenit succesorul la conducerea Emiratului Fujairah, având doar 25 de ani. În timpul domniei sale, acest teritoriu a devenit una dintre destinațiile turistice principale, atrăgând un număr mare de vizitatori.

## Politica internă

### Politica economică
Emirul Hamad al II-lea a adoptat o politică concentrată pe transformarea Emiratului Fujairah într-o destinație comercială și turistică modernă, cu un climat investițional atractiv. Pentru a atinge aceste obiective ambițioase, au fost implementate numeroase proiecte în diferite regiuni ale emiratului, având ca scop revigorarea tradițiilor arabe străvechi, crearea de rezervații naturale și construirea de complexe comerciale și de divertisment impresionante în zonele turistice din Fujairah.
Unul dintre proiectele semnificative inițiate în 2006 a fost Rezervația de vânătoare Wadi Wuraia, situată în defileul Wadi Wuraia din Munții Hajar. Acest proiect, susținut de municipalitatea din Fujairah, urmărește transformarea rezervației într-una dintre principalele atracții turistice ale Emiratului Fujairah. Defileul Wadi Wuraia se remarcă prin peisajele sale pitorești, cascadele, izvoarele naturale și prezența unor specii rare de animale și păsări. În luna aprilie a anului 2009, Emirul Hamad al II-lea a emis un decret pentru instituirea unei zone protejate în defileul Wadi Wuraia.
În luna iunie a anului 2006, a fost inaugurat primul stadion în Piața Verde din Fujairah. Acest stadion a fost dedicat unei tradiții vechi ale beduinilor, și anume lupta cu tauri de tracțiune. Evenimentul a inclus 32 de astfel de lupte, care au fost urmărite de sute de spectatori.
În aprilie 2012, a fost inaugurat Fujairah City Centre în Fujairah, care este cel mai mare complex comercial și de divertisment de pe coasta de est a Emiratelor Arabe Unite. Construcția acestui complex a însumat un cost estimat de 400 de milioane de dirhami emirieni (109,3 milioane de dolari SUA). La ceremonia de deschidere a participat Prințul Mohammed bin Hamad, moștenitorul tronului.
Pe data de 11 iunie 2012, în Zona Liberă Fujairah a inaugurat cea mai mare fabrică de textile din Orientul Mijlociu, cu o valoare de construcție de 60 de milioane de dolari SUA. Capacitatea de producție a acestei fabrici este de 10 mii de tone de textile pe an. Proiectul a fost finanțat de Banca Internațională a Azerbaidjanului (IBA). La ceremonia de inaugurare au participat Emirul Hamad al II-lea bin Muhammad, președintele Departamentului pentru Industrie și Economie, șeicul Saleh bin Muhammad al-Sharqi și președintele Zonei Economice Libere Fujairah, șeicul Saif bin Hamad al-Sharqi.

### Politica umanitară
În timpul conflictului israeliano-libanez din 2006, Emirul Hamad a ordonat trimiterea de ajutor umanitar în Liban sub forma a 150 de tone de alimente, medicamente, corturi și pături.

### Politica demografică
Politica demografică promovată de guvernul emirului Hamad al II-lea are ca obiectiv sprijinirea familiilor arabe tinere și stimularea creșterii ratei natalității. Unul dintre proiectele implementate în acest sens este revitalizarea unei vechi tradiții beduine, și anume organizarea nunților în masă, cu sprijinul direct al guvernului. Aceasta permite familiilor să economisească bani și să invite un număr mai mare de invitați la festivități. În luna ianuarie a anului 2007, Fujairah a găzduit cea de-a șasea nuntă în masă, eveniment la care au participat emirul Hamad al-Sharqi al-Sharqi, fiii săi și șeici locali. Această nuntă a fost sărbătorită de către 12 cupluri pe un teren special amenajat pentru expoziții internaționale.
La data de 8 decembrie 2011, a fost organizată o nuntă în masă în semn de comemorare a celei de-a 40-a aniversări a Emiratelor Arabe Unite, la care au participat peste 80 de cupluri tinere. 

## Familia
Soția emirului Hamad al II-lea este Sheikha Fatima bint Thani Al Maktoum.
- Sheikha Sarra bint Hamad (n. 1985) este una dintre fiicele emirului.
- Fiul cel mare al emirului, șeicul Muhammad, s-a născut în anul 1986. În anul 2009, s-a căsătorit cu Latifa Al Maktoum, fiica emirului Muhammad bin Rashid Al Maktoum, vicepreședinte și prim-ministru al Emiratelor Arabe Unite. Cuplul are un fiu, prințul Hamad, care s-a născut la 29 decembrie 2009. Șeicul Mohammad a absolvit Universitatea Webster din statul american Missouri și Universitatea Metropolitană din Londra. El a fost desemnat ca moștenitor al tronului la data de 8 ianuarie 2007. În prezent, șeicul Mohammad ocupă funcția de șef al Departamentului Media și este președintele Asociației de Tenis El Fujairah.
- Șeicul Rashid bin Hamad (n. 1987) este unul dintre fii emirului.
- Șeica Shamsa bint Hamad (n. 1988) este una dintre fiicele emirului.
- Sheikha Madiya bint Hamad (n. 1989) este una dintre fiicele emirului.
- Șeicul Maktoum bin Hamad, născut în 1991, a absolvit Academia Militară Regală din Sandhurst și servește în cadrul Forțelor Terestre ale Emiratelor Arabe Unite.